# Die Birnen von Ribbeck
Die Birnen von Ribbeck ist der Titel einer 1991 erschienenen Erzählung von Friedrich Christian Delius, in der Theodor Fontanes Ballade Herr von Ribbeck auf Ribbeck im Havelland repliziert wird. Sie spielt wenige Monate nach dem Ende der DDR.

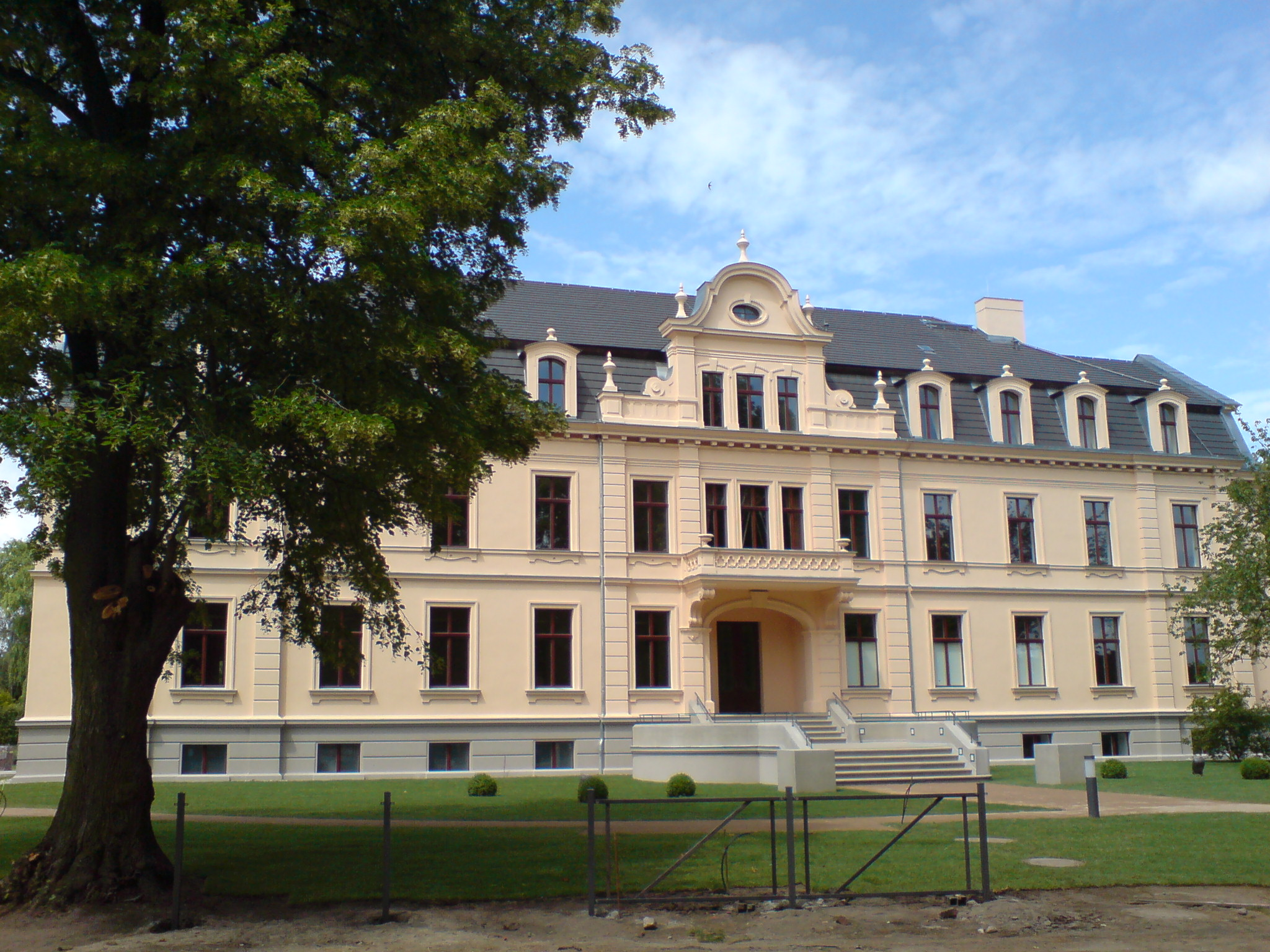
Das 1893 errichtete Barockschloss in Ribbeck ist ein Nachfolgebau des Doppeldachhauses, in dessen Garten der Birnbaum der ersten Balladenstrophe wuchs. Delius’ Erzählung beginnt mit der Pflanzung eines Baumes „Gräfin von Paris“ seitlich des Schlosses im März 1990.

## Handlung
Ausgangspunkt der Handlung ist die Pflanzung eines Birnbaums im Garten des Schlosses, das von 1956 bis 2004 als Altenpflegeheim genutzt wurde, durch eine Gruppe von West-Berlinern, die anlässlich dieses Ereignisses die Bevölkerung bewirtet. Bei diesem Fest trägt ein Einheimischer in einem langen Monolog, einem Bewusstseinsstrom (stream of consciousness) ähnlich, zunehmend alkoholisiert die Ribbecker Geschichte aus seiner Perspektive mit entsprechend interpretierten Balladenzitaten vor. Delius’ Erzählung bietet sich auch als Theatertext für einen Schauspieler an. Die Uraufführung fand am 25. Januar 1992 im Theater der Altmark in Stendal statt.

## Literarische Vorlagen

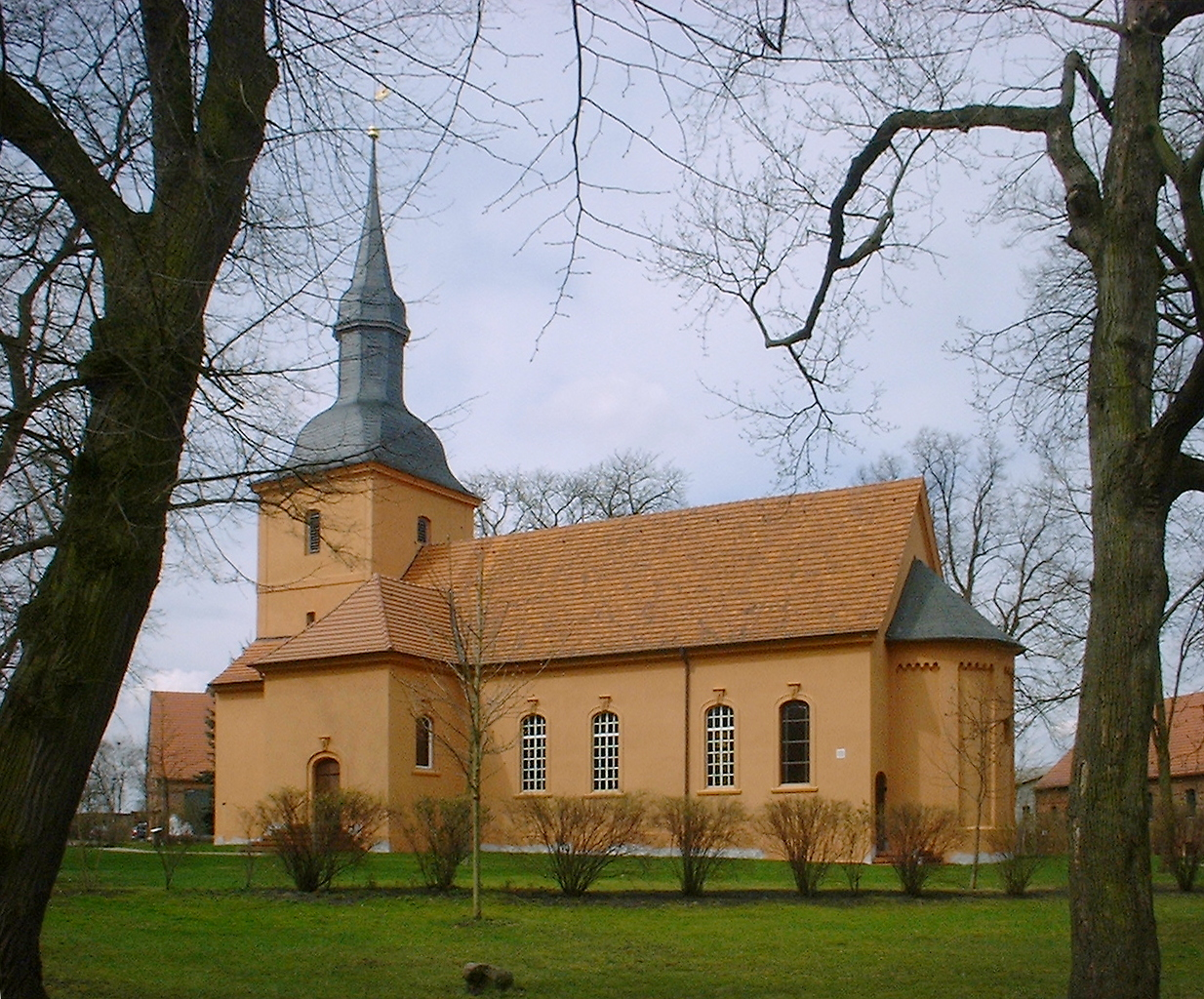
Bis 1911 stand der alte Ribbecksche Birnbaum neben der Kirche. 2010 wurde ein neuer Baum (Nr. 5) gepflanzt.

Ein Birnbaum auf der Gruft der Adelsfamilie neben der Kirche des Haveldorfes Ribbeck, der im Februar 1911 von einem Sturm umgeworfen wurde, ist das Thema einer Sage, die sich auf die historische Figur des Hans Georg von Ribbeck (1689–1759) bezieht und erklärt, wie es zu der sonderbaren Grabbepflanzung kam: Der alte Herr, der die Dorfkinder alljährlich mit Obst aus seinem Garten beschenkte, soll als Sargbeilage um eine Birne gebeten haben, aus der sich auf dem Gottesacker ein Baum mit einer geheimnisvollen Flüsterstimme entwickelte, die zum Genuss der Früchte einlud. Grund dieser Vorsorge war die Ahnung, dass der geizige Sohn die Tradition des Vaters nicht fortsetzen und seinen Garten verriegeln würde.
Zum 500-jährigen Familienjubiläum 1875 schrieb eine Verwandte, Hertha von Witzleben, über ihren freigebigen Vorfahren ein Gedicht, das mit folgenden Zeilen beginnt: „Zu Ribbeck an der Kirche ein alter Birnbaum steht, der mit den üpp’gen Zweigen der Kirche Dach umweht“. Theodor Fontane griff für seine Ballade (1889) auf Karl Eduard Haases „Sagen aus der Grafschaft Ruppin“ (1887) zurück (s. auch: Herr von Ribbeck auf Ribbeck im Havelland). Während in der Bundesrepublik das Gedicht vom „freundlichen Feudalherrn“ zum festen Bildungs-Repertoire gehörte, hatte es in der DDR-Schulbildung nicht diesen kanonischen Status.

## Ein Ribbecker Bauer erzählt die Geschichte des havelländischen Dorfes
In der Version des Bauern wird der alte Kinderfreund Herr von Ribbeck in das Reich der Sage verwiesen, aus dem Fontane ihn hervorgeholt hat. Der historischen Realität entspreche eher der knausrige Sohn, der „Park und Birnbaum strenge verwahrt“ hält. Die Geschichte des Havellandes („und die Jahre gingen auf und ab“) sei von Unfreiheit und Katastrophen geprägt:
- durch die Feudalherren, denen er allerdings im Gegensatz zur DDR-Planwirtschaft Sachkenntnis und eine funktionierende Arbeitsweise zugesteht, mit ihrem System der Leibeigenschaft,[12]
- „durch verheerende Kriegsfolgen, die man überall […] flüstern hören [kann]“,[13]
- durch die NS-Diktatur, zu deren Opfer auch der letzte Gutsbesitzer auf Ribbeck zählt, der im KZ Sachsenhausen ermordet wurde und dessen Geschichte der Erzähler in seiner Abneigung gegen Legendenbildungen aus seinem Informationsstand mitteilt,[14][15]
- durch die, nach einer für die kleinen Bauern hoffnungsvollen Bodenreform und den noch überschaubaren Genossenschaften der sechziger Jahre,[16] zunehmende Bürokratisierung der DDR-Plan- und Spitzel-Wirtschaft, deren „verkalkte[] Arbeiterfürsten aus Berlin, die ihre Ideale verraten haben“,[12] das Land ruinierten[12] und zum Gefängnis deformierten.[17]

Durch diese Erfahrungen ist der Erzähler skeptisch gegenüber der neu proklamierten Freiheit und der Hoffnung auf das bessere Geld („die goldene Herbsteszeit“): Er hat Angst vor den Ansprüchen der ehemaligen Großgrundbesitzer und einer eventuellen Restrukturierung der Eigentumsverhältnisse, sieht sich als „Zuschauer bei der großen Prügelei um die Grundstücke“ und befürchtet eine Notschlachtung der ganzen Wirtschaft und den Verlust seines Arbeitsplatzes durch Anpassung an den dominanten West-Markt, der alles Alte als „Ostschrott“ deklariert. Wie bei der von Westberlinern organisierten Pflanzungsfeier fühlt er sich als Statist („Bauern und Büdner mit Feiergesicht“) des Wende-Prozesses: „da blüht euer Birnbaum in unserem Dorf“, „nun bestimmt ihr das Festprogramm“. Aber er gesteht auch die eigenen Widersprüche ein, das Selbstmitleid („so klagten die Kinder, das war nicht recht“), welches die Chancen eines Neubeginns überlagert („was für ein Glück, dass nicht wir gewonnen haben“, „alles ist offen“). Er phantasiert, ob man den vornehmen neuen Birnbaum (Nr. 4) mit dem in der DDR-Zeit vor der Kirche heimlich gepflanzten krummen Wildling (Baum Nr. 3), der wenig Schatten und keine Birnen spendet, kopulieren könnte: „dann hätten wir vielleicht eines Tages fette Birnen der Sorte „Gräfin von Paris“, an der alten Stelle, dann flüstert im Baume wieder das alte Flüstern zu Mädchen und Jungen, wir unten, ihr oben, aus den Rundungen der Birnen sprießende Träume, in jeder Kopulation ein Keim für die nächste Vereinigung, Veredelung, Vermehrung, bis keiner mehr weiß, wer wir ist, wer ihr“.
Gegen Ende des sprachlich zunehmend schwankenden Vortrags steht eine groteske Vision, in der Ribbeck die Birne vermarktet („so spendet Segen noch immer Fontane“, „ganz Ribbeck lebt von der Birne“) und zum Fontane-Wallfahrtsort wird: „mit Autos und Omnibussen und Schiffen ins Fischerdorf, an die Anlegestelle im Seehafen Ribbeck, aus dem Luch wird wieder ein See, ein Ozean, Kreuzfahrtdampfer legen an und Hunderte Passagiere schlendern durchs Dorf, um den Birnbaum blühen zu sehen […] und dann wieder rauf auf die Titanic“. Am Schluss sinniert der betrunkene Erzähler über den Fontane-Spruch „Alles Alte, soweit es Anspruch darauf hat, sollten wir lieben, aber das Neue recht eigentlich leben“ und fragt den alten Ribbeck: „oder hab ich die falsche Angst vor dem Neuen […] oder seh ich Gespenster“, bevor sich sein Bewusstseinsstrom in Fragmente der Ballade auflöst: noch immer, die Hand, noch immer […] im Havelland.